# Bajsaphis
Bajsaphis – wymarły rodzaj owadów z rzędu pluskwiaków i infrarzędu mszyc.  Jedyny z monotypowej rodziny Bajsaphididae.
Mszyce o przysadzistym ciele długości od 1,3 do 2,3 mm. Głowa zaopatrzona była w szwy boczne i długie, smukłe czułki przekraczające połowę długości ciała. Czułki te budowało siedem członów o powierzchni urzeźbionej poprzecznymi żeberkami. Człony trzeci i ostatni były wydłużonego kształtu (trzeci od 6,5 do 9,5 raza dłuższy niż szeroki). Człony czwarty, piąty i szósty były zwężone ku nasadom i rozszerzone ku szczytom. Narządy węchowe czułków zwane rynariami wtórnymi miały nieco elipsoidalny kształt i rozmieszczone były na spodzie czułków w licznych poprzecznych rządkach. Śródtułów miał lekko wypukłą przednią krawędź tarczki i prostą przednią krawędź śródpiersia. Skrzydła miały spiczastą pterostygmę o długości od 3 do 3,5 raza większej od szerokości. Przednie żyłki kubitalne CuA1 i CuA2 miały odrębne nasady, a ta pierwsza była 2,5 raza dłuższa od tej drugiej. Żyłka medialna odchodziła od wspólnego pnia u nasady pterostygmy i rozwidlała się za wysokością nasady sektora radialnego na gałęzie M1+2 i M3+4; ta pierwsza rozwidlała się dalej na gałęzie M1 i M2, wskutek czego żyłka medialna kończyła się trzema szeroko rozstawionymi gałęziami. Nasada sektora radialnego znajdowała się w połowie długości pterostygmy. Odnóża tylnej pary miały golenie dłuższe niż ⅓ długości ciała, ale krótsze niż czułki. Syfony były porowate. Płytka analna miała postać dwupłatową. Samicę charakteryzowało bardzo dobrze wykształcone pokładełko.
Rodzaj i gatunek typowy opisane zostały w 1985 roku przez Gieorgija Szaposznikowa. W 2015 roku Agnieszka Homan, Dagmara Żyła i Piotr Węgierek opisali kolejne 4 gatunki oraz umieścili rodzaj w monotypowej rodzinie Bajsaphididae. Wszystkie skamieniałości rodzaju odnaleziono w formacji Zaza, w miejscowości Bajsa na terenie rosyjskiej Buriacji. Datowane są na wczesną kredę. Nazwa rodzajowa pochodzi od nazwy miejscowości i łacińskiego -aphis, oznaczającego mszycę.
Do rodziny należą gatunki:
- †Bajsaphis abbreviata Homan, Żyła & Węgierek, 2015
- †Bajsaphis cuspidata Homan, Żyła & Węgierek, 2015
- †Bajsaphis eredimata Homan, Żyła & Węgierek, 2015
- †Bajsaphis kononovae Shaposhnikov, 1985
- †Bajsaphis pulchra Homan, Żyła & Węgierek, 2015